# Smart power
Smart power (Poder inteligente), é um termo nas Relações Internacionais definido por Joseph Nye como "a capacidade de combinar Hard e Soft power em uma estratégia vencedora". De acordo com Chester Arthur Crocker, Fen Osler Hampson e Pamela Aall, o smart power "envolve o uso estratégico da diplomacia, persuasão, capacitação, projeção de poder e influência de modo que seja rentável e legitima como políticas sociais". — essencialmente envolve força militar e todas as formas de diplomacia.
O termo, inventado no rescaldo da Invasão do Iraque em 2003, vem como uma política externa neoconservadora de George W. Bush. Visto como uma alternativa liberal à política, seus proponentes preferem que as Organizações internacionais desempenhem um papel importante, ao invés somente dos Estados Unidos. O smart power também é visto como uma alternativa ao soft power, pois este último pode reforçar estereótipos de políticos democratas sendo percebidos como "fracos". De acordo com a Foreign Policy, há um debate sobre quem deve ser creditado por ter cunhado o termo, ainda que o candidato mais provável seja Suzanne Nossel, que em 2004 descreveu um artigo intitulado "Smart Power" na revista norte-americana Foreign Affairs.
No entanto, Antony Blinken, conselheiro de segurança nacional atualmente vinculado ao vice-presidente dos Estados Unidos, também é creditado por alguns por mencionar o termo em um de seus discursos anteriormente. No início de 2004, Nye refere ao smart power no seu livro, Soft Power: The Means to Success in World Politics e popularizou o termo com o CSIS como parte do projeto, Smart Power Initiative. O termo também figura no título do livro Smart Power: Toward a Prudent Foreign Policy for America de Ted Galen Carpenter em 2008.

## Uso do termo por Clinton
O termo ganhou notoriedade quando a senadora de Nova Iorque, Hillary Clinton usou-o com frequência durante sua audiência de aceitação no Senado norte-americano em 13 de janeiro de 2009, para o cargo de Secretária de Estado dos Estados Unidos sob a administração do presidente Barack Obama.
| “ | Devemos usar o que tem sido chamado de smart power — a gama completa de ferramentas à nossa disposição — tanto diplomáticas, econômicas, militares, quanto políticas e culturais — escolhendo a ferramenta certa, ou a combinação delas, para cada situação. Com o smart power, a diplomacia será a vanguarda da política externa. | ” |

Nossel se viu impressionado com o argumento de Clinton, declarando que: "Ela irá tornar o soft power legal". Dois especialistas entrevistados pela rede de notícias norte-americana Fox News criticaram o slôgane, mas vários estudiosos, incluindo Nye, são favoráveis.
A performance de Clinton contrasta com a de Condoleezza Rice na estratégia da Diplomacia Transformacional.